# Mühle Hommerschen
Die Mühle Hommerschen war eine Wassermühle mit einem unterschlächtigen Wasserrad an der Wurm in der Stadt Geilenkirchen im nordrhein-westfälischen Kreis Heinsberg im Regierungsbezirk Köln.

## Geographie
Die Mühle Hommerschen hatte ihren Standort auf der linken Seite der Wurm, Hommerschen 6, in der Stadt Geilenkirchen. Bei der Wurmbegradigung in den 1970er Jahren wurde die Wurm auf die andere Gebäudeseite verlegt. Die Standorthöhe, auf dem das Gebäude heute steht, ist bei ca. 76 m über NN. Oberhalb hatte die Frelenberger Mühle ihren Standort, nebenan stand die Mühle Eichenthal.

## Gewässer
Die Wurm versorgte auf einer Flusslänge von 53 km zahlreiche Mühlen mit Wasser. Die Quelle der Wurm liegt südlich von Aachen bei 265 m über NN, die Mündung in die Rur ist bei der Ortschaft Kempen in der Stadt Heinsberg bei 32 m über NN. 

## Geschichte
Im 12. Jahrhundert besaßen die Herren von Heinsberg südlich von Geilenkirchen den Hof Hommerschen. In der Nähe des Hofes stand eine Getreidemühle, die offensichtlich nicht zum Hof gehörte. Die Mühle wurde im Jahre 1300 von Gottfried v. Heinsberg und Blankenberg dem Prämonstratenserkonvent in Erbpacht überlassen. Darin einbegriffen war der Mühlenzwang für die Ortschaften Waurichen, Hünshoven und das Gut Breill östlich von Geilenkirchen.
Das Klosterstift hatte als Gegenleistung an Gottfried und seine Erben 22 Malter Winterweizen bis zum Fest des hl. Johannes des Täufers (24. Juni) Johannistag abzuliefern. Im Jahre 1340 dehnte Dietrich von Heinsberg den Mahlzwang der Hommerschener Mühle gegen eine Abgabe von acht Maltern auf die Orte Immendorf und Apweiler aus. Diese Anordnung des Mahlzwangs garantierte dem Müller einen ausreichenden Besitzstand sowie Anerkennung und Ehrbarkeit seines Berufsstandes.
Nach 1608 baute der Konvent die Ölmühle in Aldenhoven ab und verlegte diese nach Hommerschen. Auf der Tranchotkarte von 1805/07 hatte dieser Ort noch den Namen Hummersheim. 1808 wurde die Mühle stillgelegt und abgebrochen. An gleicher Stelle erbaute man eine neue Mühle.

## Galerie

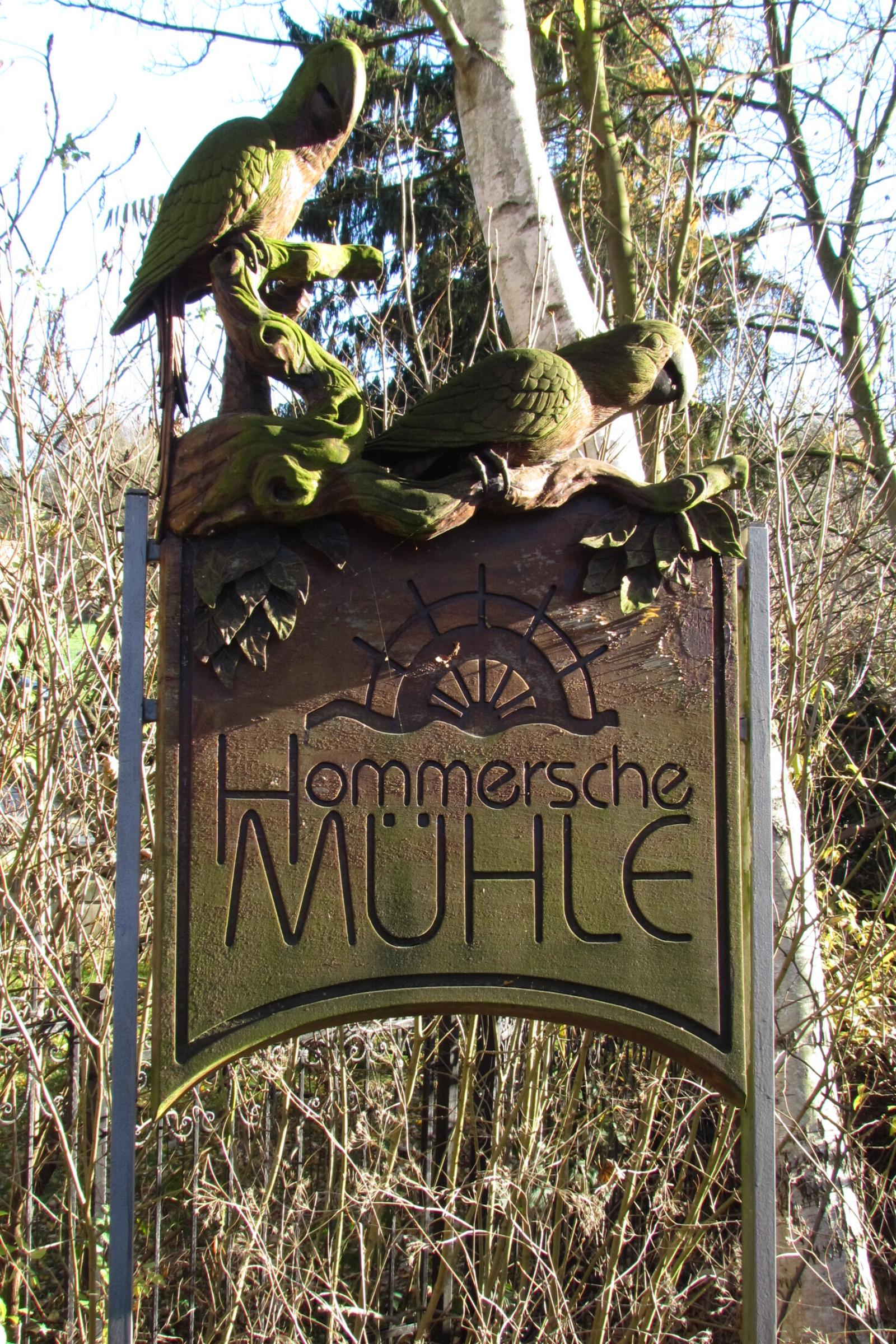
Hinweisschild Hommersche Mühle
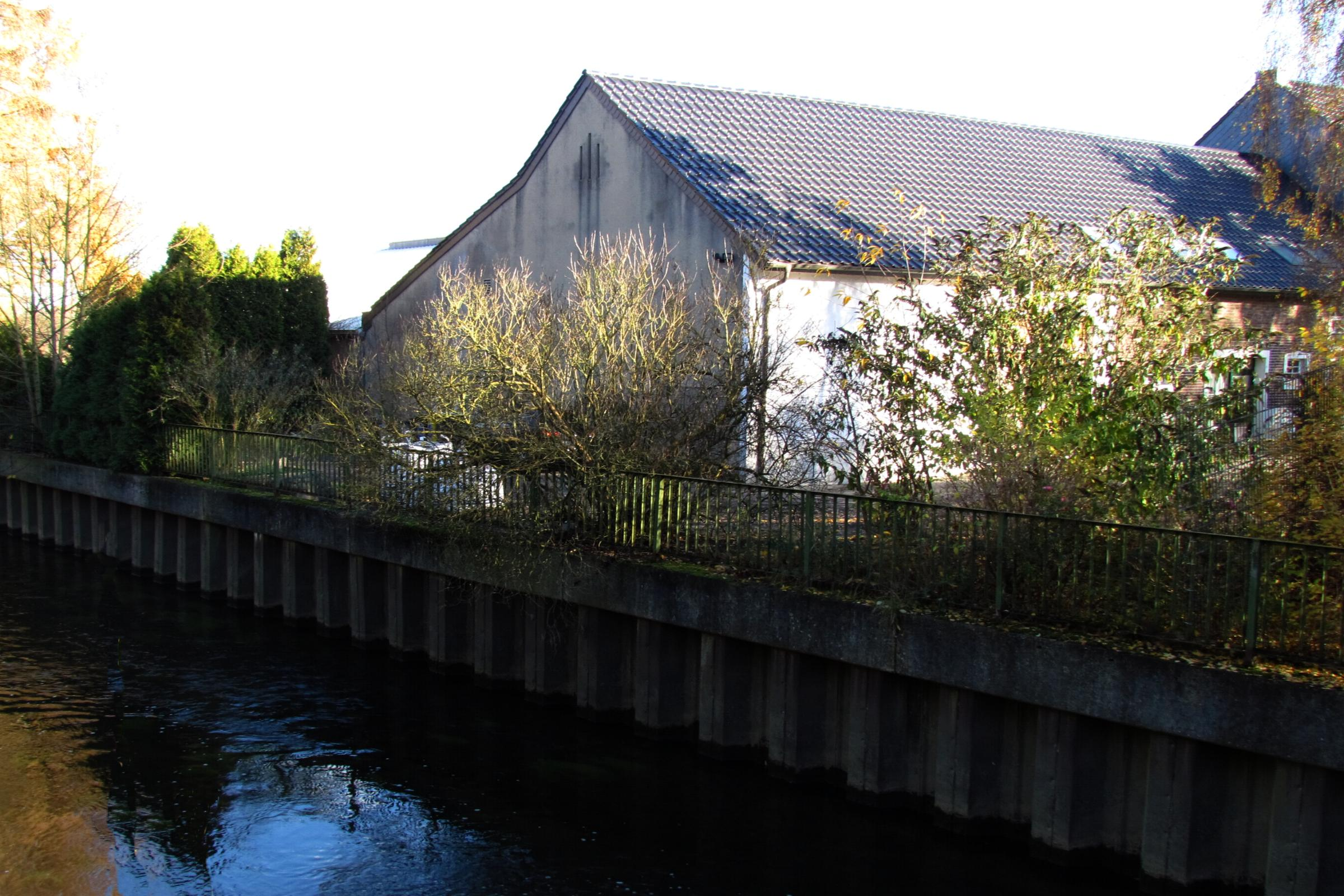
Wirtschaftsteil der Mühle Hommerschen an der Wurm
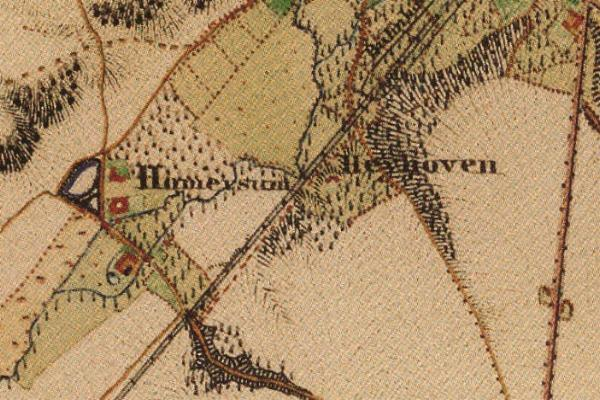
Mühle Hommerschen auf der Uraufnahme von 1846
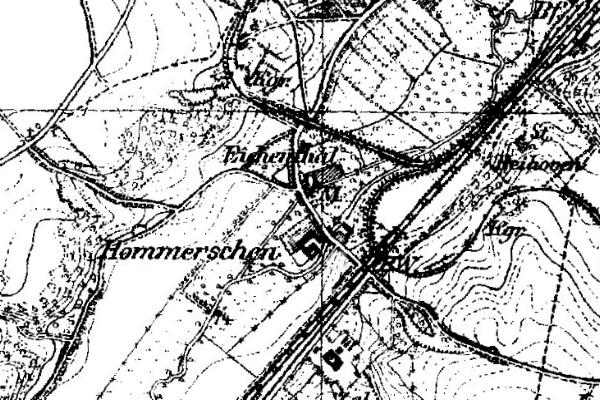
Mühle Hommerschen auf der Neuaufnahme von 1892
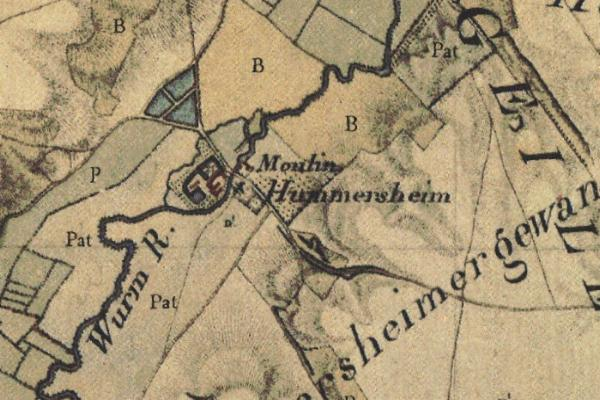
Mühle Hommerschen auf der Tranchotkarte 1805/1807

→ Siehe auch Liste der Mühlen an der Wurm